# Baconia micans
Baconia micans är en skalbaggsart som först beskrevs av Schmidt 1889.  Baconia micans ingår i släktet Baconia och familjen stumpbaggar. Inga underarter finns listade i Catalogue of Life.